# 绿粉尺蛾属
绿粉尺蛾属（学名：Actenochroma）是尺蛾科下的一个属。

## 下属物种
本属包括以下物种：
- 绿粉尺蛾 Actenochroma muscicoloraria Walker
- Actenochroma pullicosta Prout, 1934